# Пацановиці
Пацановиці (пол. Pacanowice, нім. Lehmgrund) — село в Польщі, у гміні Плешев Плешевського повіту Великопольського воєводства.
Населення — 285 осіб (2011).
У 1975-1998 роках село належало до Каліського воєводства.

## Демографія
Демографічна структура станом на 31 березня 2011 року:
|          | Загалом | Допрацездатний вік | Працездатний вік | Постпрацездатний вік |
| -------- | ------- | ------------------ | ---------------- | -------------------- |
| Чоловіки | 146     | 27                 | 106              | 13                   |
| Жінки    | 139     | 32                 | 88               | 19                   |
| Разом    | 285     | 59                 | 194              | 32                   |